# Fairmount Sherpa (schip, 2005)
De Fairmount Sherpa is een sleepboot voor de lange afstandszeesleepvaart van Fairmount Marine. Het schip wordt gebruikt voor het verslepen van onder meer boorinstallaties. Het schip heeft een trekkracht van max 205 ton. De thuishaven is Rotterdam.